# ديفيد كولب
ديفيد كولب (بالإنجليزية: David Kolb)‏ هو فيلسوف أمريكي، ولد في 1939.